# Timorati di Dio

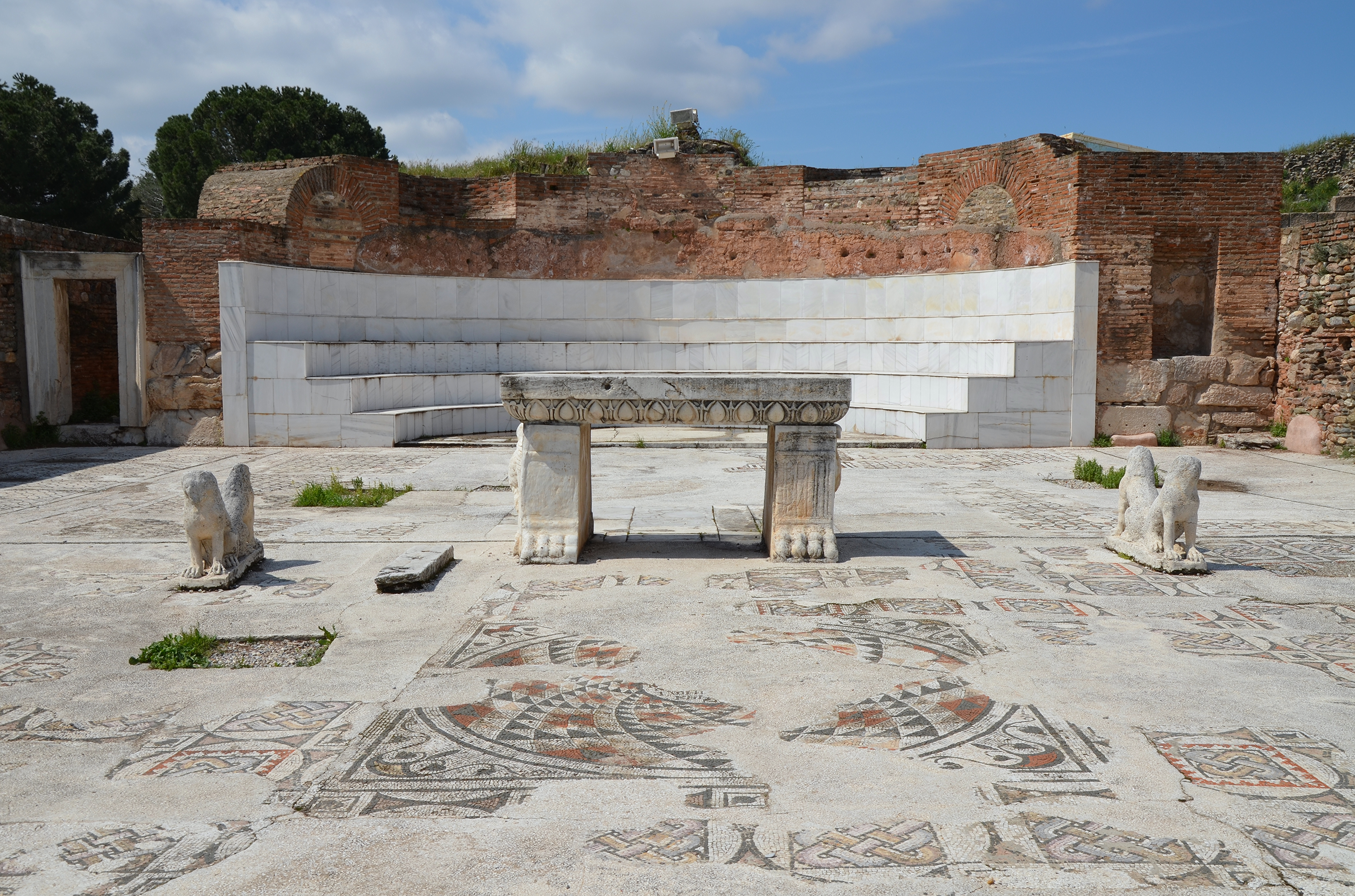
La Sinagoga di Sardi (III secolo, Turchia) aveva un’ampia comunità di timorati di Dio e di ebrei integrati nella cultura romana.

I timorati di Dio (φοβούμενοι τὸν Θεόν, trasl. phoboumenoi ton Theon) o adoratori di Dio (θεοσεβεῖς, trasl. Theosebeis) erano una classe numerosa di gentili simpatizzanti dell'ebraismo greco-romano, che esisteva nell'antichità classica. Esso consisteva nell’osservanza di alcuni riti e tradizioni religiose ebraiche senza una piena conversione al giudaismo. Il concetto ha precedenti nei proseliti della Bibbia ebraica.
Alcuni studiosi moderni, come A. Thomas Kraabel, credono che i timorati di Dio siano un'invenzione degli Atti degli Apostoli. Più in generale, l'espressione "timorato di Dio" giunse a significare qualcuno che era onestamente religioso.

## Origine, storia, stato e diffusione
Dalla metà degli anni '80, un numero crescente di studiosi di ebraistica e di storia dell'ebraismo si interessò all'argomento dei timorati di Dio e al loro rapporto con l'ebraismo ellenistico e col primo cristianesimo. Secondo la tesi dominante, gli ebrei che vivevano nel mondo greco-romano durante il periodo ellenistico e romano non furono coinvolti in uno slancio missionario attivo per la conversione di massa dei pagani, sebbene molti storici non siano d'accordo.
Quando gli ebrei emigrarono e si stabilirono nelle province romane dell'impero, il giudaismo divenne una religione attraente per un certo numero di pagani, per molteplici ragioni; i timorati di Dio e i proseliti che subirono la piena conversione furono greci o romani, e provenivano da tutte le classi sociali: erano per lo più donne e liberti, con una minoranza di artigiani, soldati e poche persone di alto rango, come patrizi e senatori. Nonostante la loro fedeltà al giudaismo, i timorati di Dio furono esentati dal pagamento della "tassa ebraica" (fiscus iudaicus).
La classe dei timorati di Dio esisteva tra il I e il III secolo d.C. Sono citati nella letteratura latina e greca, nelle opere storiche di Flavio Giuseppe e Filone di Alessandria, nella letteratura rabbinica, negli scritti paleocristiani e in altre fonti contemporanee, come le iscrizioni delle sinagoghe delle comunità della diaspora: Palestina, Roma e Asia minore.

## Fonti

### Bibbia ebraica
Nella Bibbia ebraica è presente una qualche forma di riconoscimento del culto monoteistico dei Gentili in quanto diretto nei confronti del Dio di Israele. Questo costituisce la categoria di yir'ei HaShem / yir'ei Shamayim (in ebraico  יראי השם ‎?, che significa "Timorati del nome"/"Timorati del cielo", dove la parola "Nome" è un eufemismo ebraico per Yahveh (cfr. Salmi 115:11). La letteratura rabbinica successiva sviluppò il concetto di noachismo, riferito ai gentili che seguono le Sette Leggi di Noè.

### Nelle iscrizioni, testi e papiri
I termini greci e latini che si riferiscono ai timorati di Dio (theosebeis, sebomenoi, phoboumenoi, metuentes) si trovano nella letteratura antica (greca, romana ed ebraica) e nelle iscrizioni delle sinagoghe scoperte ad Afrodisia, Panticapeo, Aydin, Sardi, Venosa, Lorium, Rodi, Deliler (Filadelfia, in Turchia) e Mileto.
A giudicare dalle distinzioni negli Atti degli Apostoli, si pensa che non siano diventati gerim tzedekim, atto che richiedeva la circoncisione, sebbene le prove nel corso dei secoli varino ampiamente e il significato del termine potrebbe hanno incluso tutti i tipi di Gentili, proseliti o meno. Esistono anche circa 300 riferimenti testuali (dal IV secolo a.C. al III secolo d.C.) a una setta di Ipsistari, alcuni dei quali praticavano lo Sabbath e che molti studiosi vedono come simpatizzanti del giudaismo legato ai timorati di Dio.

### Nei primi scritti cristiani
Nel Nuovo Testamento e nei primi scritti cristiani, i termini greci timorati di Dio e adoratori di Dio sono usati per indicare quei pagani che aderirono in varia misura all'ebraismo ellenistico senza convertirsi pienamente. Ad essi si fa riferimento in Luca 7:1-10 e più estesamente in Atti 13:16,26.

## Ruolo nel cristianesimo del I secolo
Gli studiosi moderni considerano i gentili ebrei e i timorati di Dio di importanza significativa per la crescita del cristianesimo primitivo; essi rappresentavano un gruppo di gentili che condividevano idee e pratiche religiose con gli ebrei, in un modo o nell'altro. Tuttavia, i timorati di Dio erano solo convertiti "parziali", impegnati in alcuni riti e tradizioni ebraiche senza una piena conversione al giudaismo, che avrebbe richiesto l'adesione alle 613 mitzvot (compresi vari divieti come il Casherut, la circoncisione, l'osservanza dello Shabbat , ecc.) che erano generalmente poco gradite per i convertiti gentili (in gran parte greci). Il rito della circoncisione risultava poco appetibile se non esecrabile nella civiltà classica, perché era consuetudine trascorrere un'ora al giorno circa esercitandosi nudi nella palestra e nelle terme romane, luoghi pubblici nei quali gli uomini ebrei non volevano essere visti privi del loro prepuzio, La cultura ellenistica e quella romana trovarono entrambe la circoncisione crudele e ripugnante.
L'apostolo Paolo nelle sue lettere criticò ferocemente i giudaizzanti che chiedevano la circoncisione per i gentili convertiti, e si oppose loro; sottolineò he la fede in Cristo costituisce una Nuova Alleanza con Dio, un'alleanza che fornisce essenzialmente la giustificazione e la salvezza dei gentili dai severi editti della Legge mosaica, una Nuova Alleanza che non richiedeva la circoncisione Lidia di Tiatira, che divenne la prima convertita di Paolo al cristianesimo in Europa, è descritta nel Nuovo Testamento come "adoratrice di Dio" (Atti 16:14); il soldato romano Cornelio e l'eunuco etiope della regina Candace sono considerati anche dagli studiosi moderni come timorati di Dio che si sono convertiti al Cristianesimo.
Nel messaggio di salvezza di Paolo mediante la fede in Cristo in opposizione alla sottomissione alla Legge mosaica, molti timorati di Dio trovarono un gruppo essenzialmente ebraico al quale potevano appartenere senza la necessità di accettare Legge ebraica. Oltre all’ampio seguito fra i seguaci di Paolo, la prospettiva dei timorati di Dio fu generalizzata nel Decreto Apostolico del Concilio di Gerusalemme che contribuì a rendere Cristianesimo ed Ebraismo due religioni distinte.